# Býšovec
Býšovec (německy Bischowetz) je obec v okrese Žďár nad Sázavou v kraji Vysočina. Žije zde 179 obyvatel.

## Historie
První písemná zmínka o obci pochází z roku 1350.
| Rok            | 1869 | 1880 | 1890 | 1900 | 1910 | 1921 | 1930 | 1950 | 1961 | 1970 | 1980 | 1991 | 2001 | 2011 | 2021 |
| Počet obyvatel | 302  | 311  | 316  | 307  | 330  | 336  | 300  | 194  | 197  | 180  | 174  | 148  | 140  | 134  | 173  |

## Části obce
- Býšovec
- Smrček